# Баюн, Бухрая Хаммуди
Бухрая Хаммуди Баюн (араб. بوشراية حمودي بيون‎; род. 1954, Дахла) — государственный и политический деятель Сахарской Арабской Демократической Республики (САДР). Действующий премьер-министр Сахарской Арабской Демократической Республики (САДР). Также является представителем Полисарио в Алжире. Ранее дважды занимал должность премьер-министра САДР.

## Биография
Родился в Дахле в 1954 году. Изучал экономику в Гаванском университете на Кубе. Владеет хассанией (разновидность арабского языка) и испанским языком. Занимал различные посты в правительстве САДР в изгнании. Начал политическую карьеру в должности министра торговли и развития, когда бывший министр образования Мохамед Ламине Ульд Ахмед стал премьер-министром в декабре 1985 года.
Избран премьер-министром САДР в 1993 году и занимал эту должность два года. Затем работал министром экономического развития и торговли. Впоследствии снова занимал должность премьер-министра с 1999 по 2003 год, в течение которых также совмещал должность министра внутренних дел.
Во время второго пребывания на должности премьер-министра поддерживал Миссию Организации Объединённых Наций по референдуму в Западной Сахаре и пообещал принять результаты референдума независимо от того, придерживается ли общественное мнение интеграции с Марокко. Также критиковал нового короля Марокко Мухаммеда VI, который, по его мнению, нарушает права сахарави.
В 2008 году назначен представителем Полисарио в Испании, сменив Брагима Гали, который стал представителем Полисарио в Алжире. Когда Брагим Гали стал президентом САДР, то Бухрая Хаммуди занял должность представителя Полисарио в Алжире.
13 января 2020 года, после XV съезда Фронта ПОЛИСАРИО в Тифарити, президент Брагим Гали назначил Бухрая Хаммуди Баюна новым премьер-министром САДР.